# 平山論文
平山論文（ひらやまろんぶん）とは、1981年1月17日に平山雄により発表された受動喫煙の可能性を初めて論じたとされる論文、「Non-smoking wives of heavy smokes have a higher risk of lung cancer: a study from Japan」である。受動喫煙と肺がんの関連の証拠を提示した最初の報告の一つであり、その後の多くの研究で裏付けられ「平山の業績は時の試練に耐えている」と評価されている。

## 論文の要旨
厚生省の委託研究として行われ、40歳以上の非喫煙者を妻帯する91,540組を16年間 (1966年〜1981年) 追跡するコホート研究の結果を、イギリス医師会雑誌へ投稿したものである。
妻の標準化死亡比を夫の喫煙習慣ごと5つのサブ・グループに分類評価すると、91,540人における肺がん死亡者は174人 (0.19%) の調査結果となった。平山は重喫煙者の妻ほど肺がん死亡のリスクが高く、用量反応関係が存在すると因果関係を提示した。また、夫が40〜59歳の農業従事者の場合にリスクが特に高いとしている。平山論文は受動喫煙とがんの関係性を初めて示した論文として画期的だった一方、一部の研究者は、この調査には誤分類、交絡変数の介入が散見され信頼に値しないと指摘している。
本論文発表同年の1981年、受動喫煙と肺がんに関し別の2つの研究がギリシャとアメリカの研究者によって発表され、共に受動喫煙で肺がんリスクは上昇するとしたが、アメリカの研究はその有意性を見出せなかった。本論文の調査内容は、病理学的診断の無実施、多くの誤分類、交絡変数、外出先、職場、家屋の容量や換気力なども考慮されず、統計学的偏差が大きく、調査自体は様々なデータにおけるひとつのデータ、と評価されている。本論文では夫の飲酒習慣も追跡したが、死亡原因に対する影響は見出されなかった。

## 評価と批判
- 喫煙科学研究財団の助成研究では、肺がんの診断が死亡診断書によるものが大半で肺がんの組織学的データは稀で、誤分類、交絡変数の介入が頻出など信頼に値しないと問題を指摘する一方、受動喫煙の可能性を初めて論じたと評価している[4]。
- 山崎正和は厚生省「21世紀のたばこ対策検討会」で、本調査の原資料を開示請求するも「この資料は反喫煙論者しか見せられません」と反喫煙者の医師である座長に言われた、と述べて統計データが検証不可能であると批判している[5]。
- 獨協医科大学の名取春彦は、平山論文は結論だけが一人歩きし、正しく内容が吟味されていないだけではないかと指摘している[6]。
- 秦郁彦は、平山が臨床経験を有さないなど否定的見解を示しつつ、世界初の受動喫煙の概念と評価している[7]。